# Tribunal Constitucional da Federação da Rússia

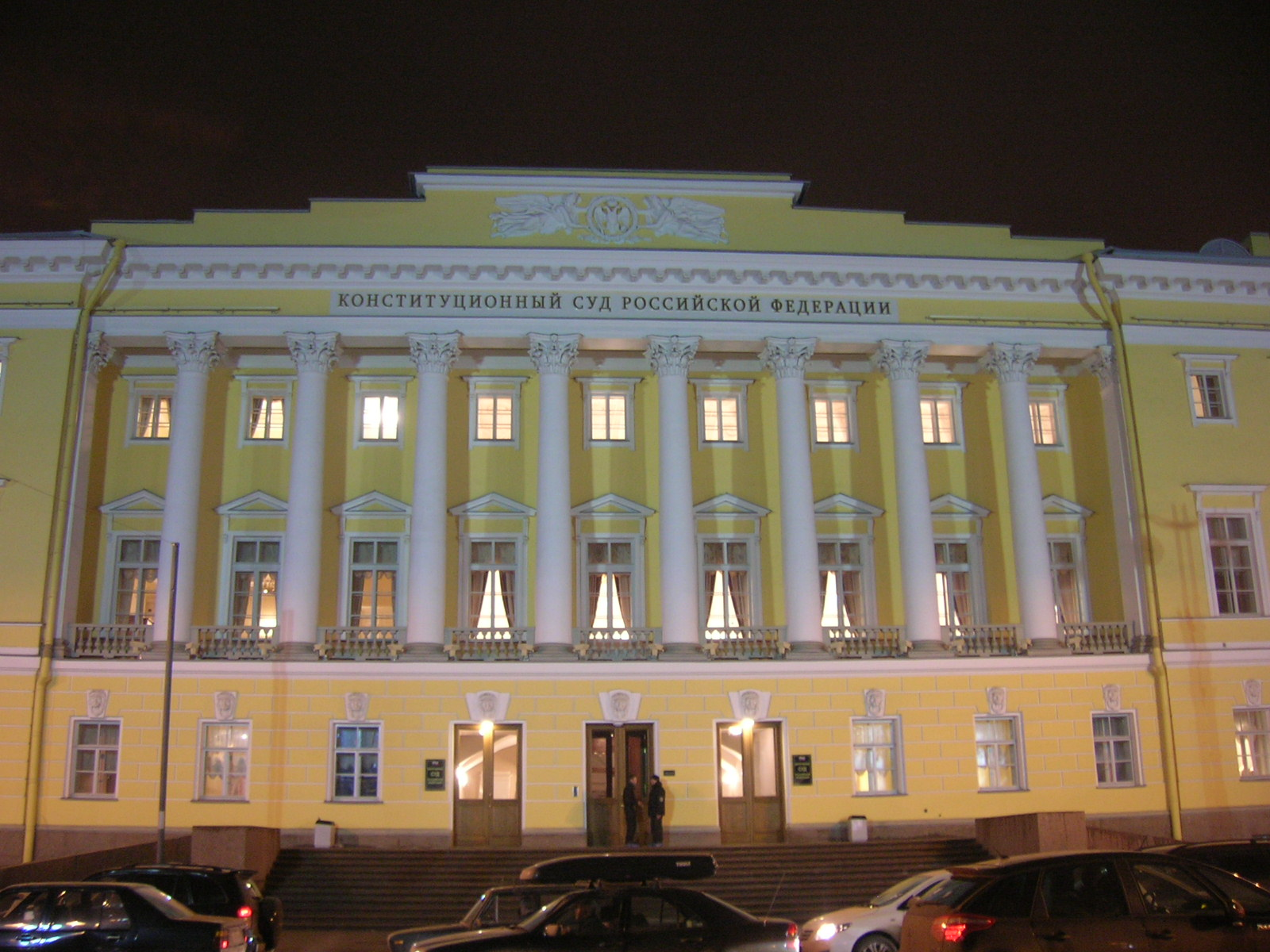
Frente da Corte Constitucional da Federação da Rússia.

A Corte Constitucional da Federação da Rússia (em russo: Конституционный суд Российской Федерации) é um tribunal superior no poder judiciário da Rússia que está habilitado a decidir se certas leis ou decretos presidenciais são de fato contrários à Constituição da Rússia. Seu objetivo é apenas proteger a Constituição (no direito constitucional russo esta função é conhecida como "controle constitucional" ou "supervisão constitucional") e lidar com alguns tipos de disputas onde tem jurisdição original, enquanto que o mais alto tribunal de apelação é a Suprema Corte da Federação da Rússia.